# بوبر لیبریا
بوبر لیبریا (نام علمی: Phyllastrephus leucolepis) نام یک گونه از سرده بوبرهای اصلی است.